# Spartak Nalcik
PFC Spartak Nalchik (Rusă: Профессиональный футбольный клуб "Спартак" Нальчик) este un club de fotbal din Nalchik. Spartak joacă în Prima Ligă Rusă din 2006.

## Lotul actual
Din 31 august, 2009 după  site-ul oficial.
| Nr. |            | Poziție | Jucător                    |
| --- | ---------- | ------- | -------------------------- |
| 3   | Rusia      | F       | Viktor Vasin               |
| 8   | Georgia    | A       | David Siradze              |
| 10  | Rusia      | M       | Nikita Malyarov            |
| 11  | Rusia      | M       | Roman Kontsedalov          |
| 13  | Rusia      | M       | Aleksandr Shchanitsyn      |
| 17  | Rusia      | F       | Valentin Filatov           |
| 19  | Rusia      | F       | Roman Amirkhanov           |
| 20  | Muntenegru | F       | Miodrag Džudović (căpitan) |
| 21  | Rusia      | M       | Oleg Shalayev              |

| Nr. |            | Poziție | Jucător            |
| --- | ---------- | ------- | ------------------ |
| 29  | Muntenegru | F       | Milan Jovanović    |
| 30  | Finlanda   | P       | Otto Fredrikson    |
| 31  | Brazilia   | M       | Leandro            |
| 33  | Kazahstan  | M       | Kazbek Geteriev    |
| 39  | Rusia      | F       | Zaurbek Pliyev     |
| 44  | Rusia      | A       | Arsen Goshokov     |
| 73  | Letonia    | P       | Aleksandrs Koļinko |
| 99  | Rusia      | M       | Aslan Dyshekov     |
|     | Belarus    | A       | Artem Kontsevoy    |